# گونتر هازه
گونتر هازه (آلمانی: Günther Haase؛ زادهٔ ۱۱ ژوئن ۱۹۲۵) شیرجه‌رو اهل آلمان بود.
وی در مسابقات کشوری و بین‌المللی در مجموع برندهٔ ۱ مدال طلا، ۱ مدال برنز شده‌است.